# Похід проти Дун Чжо
Похід проти Дун Чжо (190—191) — одна з подій періоду кінця династії Хань на території сучасного Китаю.

## Передісторія

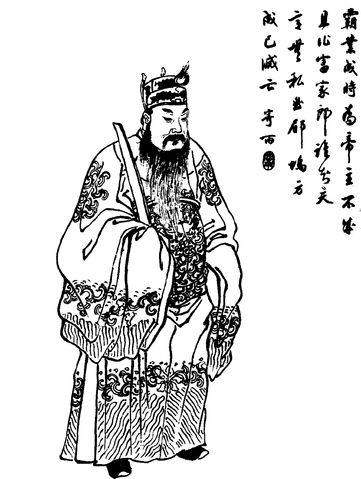
Дун Чжо, ілюстрація часів династії Цин.

У 189 році помер імператор Лін-ді, і спадкоємцем став його 13-річний син Лю Бянь (син імператриці Хе), що став імператором Шао-ді. Імператриця (вдова) Хе стала регентом при малолітньому імператорі, а її старший брат генерал Хе Цзінь став найбільш впливовою фігурою при дворі. Хе Цзінь і Юань Шао вирішили знищити угруповання з десяти впливових євнухів, але вдовуюча імператриця Хе не схвалила їх плану. Тоді Хе Цзінь закликав воєначальника Дун Чжо, контролюючого провінцію Лянчжоу (涼州, на території сучасної Ґаньсу) вирушити у столицю Лоян, щоб змусити імператрицю Хе все ж таки позбутися євнухів. Дізнавшись про змову Хе Цзіня, євнухи вбили його. У відповідь Юань Шао на чолі імператорської гвардії влаштував різанину палацових євнухів. Уцілілі євнухи викрали імператора Шао-ді і його молодшого брата 8-річного Лю Се (який ріс у бабусі — імператриці Дун) і тікали на північ до Хуанхе, проте у результаті були змушені покінчити життя самогубством, кинувшись у річку.
Прибувши Дун Чжо виявив імператора з молодшим братом. Імператор виглядав нервовим і переляканим, в той час як його молодший брат залишався спокійним і зібраним, і наказав Дун Чжо відвести їх назад до палацу. Дун Чжо скористався можливістю для захоплення влади і ввів в столицю свою армію. Незабаром Дун Чжо змістив імператора Шао-ді і замінив його молодшим братом, який став імператором Сянь-ді. Дун Чжо став домінувати при імператорському дворі і назвав себе ченсяном — титулом, який не носив ніхто з часів Сяо Хе. Також Дун Чжо наділив себе привілеєм з'являтися у палаці при зброї і не роззуваючись.

## Хід подій

### Формування коаліції
Юань Шао був змушений втекти з Лояну після того, як відкрито виступив проти рішення Дун Чжо про зміщення Шао-ді. Дун Чжо спробував примиритися з Юань Шао, і запропонував імператорові зробити Юань Шао губернатором провінції Бохай, однак Юань Шао не став миритися з Дун Чжо. У той же час Цяо Мао — адміністратор округу Дунцзюнь — почав розсилати по країні листи, в яких називав Дун Чжо зрадником, що прагне узурпувати трон. Місцеві чиновники і керуючі по всій країні, отримавши ці листи, відгукнулися на заклик.
У лютому 190 року ряд воєначальників і адміністраторів зі своїми військами зібралися східніше Ханьгуского перевалу (на території сучасного Лінбао), утворивши «Сполучену армію східного перевалу» (кит. 關 東 聯軍). Лідером коаліції був обраний Юань Шао; сили Сунь Цзяня і Цао Цао брали участь у складі військ Юань Шу і Чжан Мяо відповідно.
Склад коаліції:
- Юань Шу, «генерал тилу» (後將軍)
- Хань Фу, губернатор провінції Цзічжоу (兾州牧)
- Кун Чжоу, інспектор провінції Юйчжоу (豫州刺史)
- Лю Дай, інспектор провінції Яньчжоу (兖州刺史)
- Ван Куан, командувач хенейськими військами (河內太守)
- Юань Шао, командувач бохайськими військами (勃海太守)
- Чжан Мяо, адміністратор Ченьлю (太守張邈)
- Цяо Мао, командувач дунцзюньськими військами (東郡太守)
- Юань І, командувач шаньянськими військами (山陽太守)
- Бао Сінь, цзібейський адміністратор (濟北相)
- Чжан Чао, командувач ґуанлінськими військами (廣陵太守)
- Чжан Ян, командувач шанданськими військами (上黨太守)
- Юйфуло, шаньюй південних сюнну

Сили коаліції розмістилися в ряді місць на схід від Лояну, відрізавши його від постачання і різко знизивши податкові надходження. У відповідь Дун Чжо переплавив в монети бронзові статуї і всі мідні вироби, які зміг знайти, що призвело до інфляції в імперії.
Незважаючи на значну чисельність, армія коаліції не представляла серйозної бойової сили, будучи зборищем випадкових людей без бойового досвіду. На противагу коаліції війська Дун Чжо складалися з ветеранів, які раніше придушували повстання в Лянчжоу.

### Спалення Лояну
Стривожений формуванням коаліції, Дун Чжо запропонував негайно евакуювати Лоян і перенести столицю на захід у Чан'ань, залишивши в Лояні лише війська. Пропозиція була вороже сприйнята придворними, але Дун Чжо змусив їх замовкнути, усуваючи будь-кого, хто виступав проти нього. 9 квітня 190 року пропозиція Дун Чжо почала приводитися в життя. Солдатам було наказано грабувати багаті будинки і гнати населення у бік Чан'ань; імператор, знать і чиновники пішли за ними. Того хто відмовився залишати місто, убивали на місці. Люй Бу було доручено розграбувати стародавні гробниці. Після евакуації Лоян був підпалений і спалений дотла. 
Цао Цао повів своїх людей з Суаньцзао на захід, щоб атакувати сили Дун Чжо; з ним був контингент військ Чжан Мяо під командуванням Вей Цзи. Армія Дун Чжо під командуванням Сюй Жуна розбила ці сили під Сін'яном, а сам Цао Цао був поранений. Цао Хун надав Цао Цао свою колісницю, і той зміг врятуватися.
Після повернення в Суаньцзао Цао Цао запропонував, щоб коаліція продовжила переслідування сил Дун Чжо, але був проігнорований. Після цього Цао Цао і Сяхоу Дунь повели свої війська в Хеней до Юань Шао. Війська в Суаньцзао, відчуваючи потребу в припасах, розсіялися, і Лю Дай скористався можливістю і вбив Чжан Мяо.
У той же час Дун Чжо відправив послів до Юань Шао щоб домовитися про перемир'я, але Юань Шао вбив всіх послів, крім Хань Жуна. Бачачи, що мир неможливий, Дун Чжо швидко оточив війська Ван Куана біля броду Хеян, і розгромив їх, змусивши Ван Куана залишити коаліцію і бігти на батьківщину в округ Тайшань.

### Наступ Сунь Цзяня
Сунь Цзянь, що приєднався до Юань Шу з 20-30 тисячами людей, розмістив свої війська на півдні, в Луяні. Юань Шу зробив його губернатором провінції Юйчжоу, і оголосив його війська своїм авангардом.
Взимку 190 року Дун Чжо відправив близько 10 тисяч осіб для атаки Луяна. Сунь Цзянь отримав інформацію про це коли перебував на бенкеті, проте не зніяковів, і спокійно продовжував пити вино, поки його війська будувалися в бойові порядки. Побачивши таку дисципліну, війська Дун Чжо зволіли відступити.
У березні 191 року Сунь Цзянь перемістив свій табір на північ, у Ляндун, але був там перехоплений Сюй Жуном. Сунь Цзянь з декількома наближеними зумів вирватися з оточення і, зібравши розсіяні війська, розташувався в Янжені. Для того, щоб атакувати його, Дун Чжо відправив Хуа Сюна, Ху Чженя і Люй Бу з 5 тисячами людей. Однак Люй Бу, який очолював кавалерію, був у поганих стосунках з Ху Чженем, і посварився з ним. Сунь Цзянь скористався можливістю для атаки, і війська Дун Чжо були обернені у втечу.
У цей час хтось сказав Юань Шу, що якщо Сунь Цзянь візьме столицю, то стане неконтрольованим, і Юань Шу припинив постачати його війська. Обурений Сунь Цзянь особисто проскакав за ніч сто лі від Янженя до Луяна, і звинуватив Юань Шу в зраді. Присоромлений Юань Шу відновив постачання військ Сунь Цзяня.
Побоюючись Сунь Цзяня, Дун Чжо направив Лі Цзюе щоб домовитися з Сунь Цзянем про мир. Лі Цзюе також пообіцяв Сунь Цзяню місця в уряді для його синів. Сунь Цзянь відмовився миритися, і направив свої війська до перевалу Дагуцзянь, що прикриває Лоян з півдня. Дун Чжо спробував зупинити Сунь Цзяня в районі гробниць династії Східна Хань, але був розбитий і змушений відступити на захід до Мяньчі. Після цього Сунь Цзянь продовжив наступ на Лоян, розсіявши на шляху війська Люй Бу. Зайнявши столицю, Сунь Цзянь велів своїм військам відновити імператорські гробниці, розграбовані солдатами Дун Чжо. Кажуть, що при цьому була знайдена імператорська печатка, яку Сунь Цзянь взяв собі.
Щоб погрожувати Дун Чжо, Сунь Цзянь відправив частину сил до Мяньчі і Сіньань. Дун Чжо направив Дун Юе в Мяньчі, Дуань Вея — в Хуаінь, а Ню Фу — в Аньї, щоб захистити свої війська від нападу зі сходу, сам з основними силами рушив до Чан'ань.
Відновивши імператорські гробниці, Сунь Цзянь повернув армію в Луян, оскільки в зруйнованому Лояні вона була б уразлива для атак армії Дун Чжо. Колишня столиця імперії Хань була залишена військами обох ворогуючих сторін.

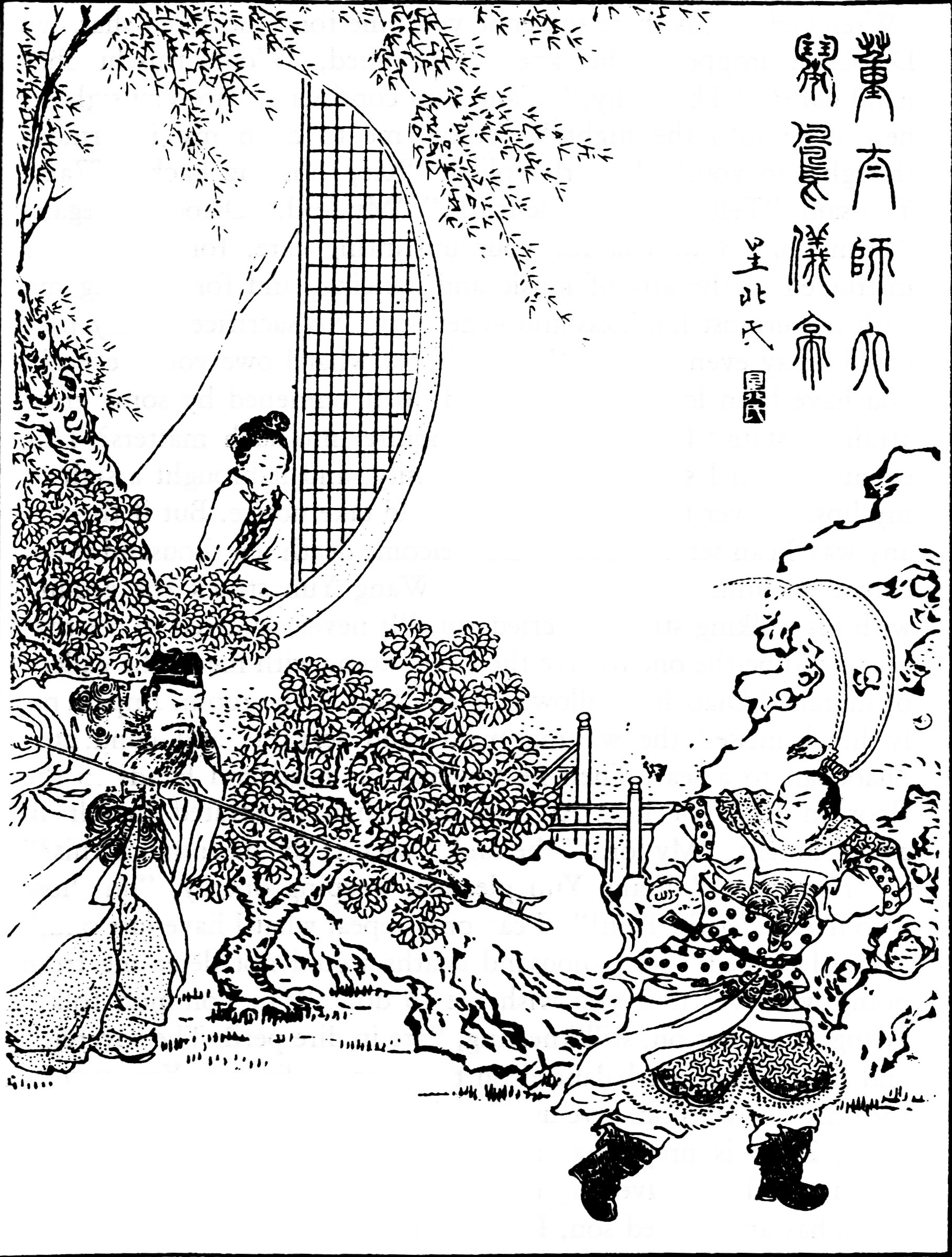
Люй Бу — Дун Чжо

### Внутрішній конфлікт
Незважаючи на успіх Сунь Цзяня, коаліція не скористалася ним через погані зв'язки і координації. Воєначальники на сході були не впевнені в тому, що імператор Сянь-ді все ще живий. Юань Шао і Хань Фу запропонували звести на трон інспектора провінції Ючжоу Лю Юя, який також належав до імператорського роду. Цао Цао і Юань Шу не погодилися з цим, а Лю Юй, коли Юань Шао і Хань Фу відправили до нього посланця з пропозицією зайняти трон, різко відіслав його й відкинув пропозицію. Лю Юй висловив вірність імператору Сянь-ді, і пригрозив, що піде на північ на територію сюнну, якщо Юань Шао продовжуватиме наполягати, щоб він став новим імператором. Юань Шао був змушений погодитися. Ряд воєначальників повернулися до своїх старих чвар, і стали ворогувати один з одним замість того, щоб об'єднатися проти Дун Чжо.
Хань Фу, який командував постачанням, поступово припинив постачання коаліційної армії. Його підлеглий Цюй І повстав проти нього, і розбив його сили перед тим, як перейти до Юань Шао. Інцидент змусив Юань Шао звернути увагу на свої джерела постачання, і він вирішив захопити землі Хань Фу. Юань Шао увійшов у союз з Гунсунь Цзянем, щоб атакувати провінцію Цзічжоу, і в підсумку Хань Фу був змушений передати Цзічжоу Юань Шао.
Юань Шао відправив Чжоу Юя атакувати Сунь Цзяня, який повертався з Лояну щоб возз'єднатися до Юань Шу. У ході битви при Янчені Чжоу Юй несподівано напав на табір Сунь Цзяня в Янчені і захопив його. Юань Шу відправив Гунсунь Юе щоб допомогти Сунь Цзяню воювати проти Чжоу Юя. Хоча Сунь Цзянь і переміг, Гунсунь Юе був убитий в бою. Гунсунь Цзянь звинуватив Юань Шао у відповідальності за смерть Гунсунь Юе, і оголосив війну Юань Шао, що призвело до бою при Цзецяо.
Після цього коаліція фактично розпалася, залишившись лише на папері.

### Смерть Дун Чжо
Так як члени коаліції припинили воювати з Дун Чжо, той направив війська проти Чжу Цзюня і пограбував його землі.
Дун Чжо повернув своє узурпаторське положення при імператорському дворі, і тепер вбивав при найменшій ознаці незгоди з ним. Всіх членів свого клану, а також тих, хто був пов'язаний з ним завдяки шлюбам, він призначив на високі пости; навіть його неповнолітні діти отримали дворянські титули і гралися з золотом і перлами.
Придворні Ван Юнь, Хуан Вань, Шисунь Жуй і Ян Цзань організували змову з метою вбивства Дун Чжо. Вони переконали Люй Бу приєднатися до них, тому що відносини між Люй Бу і Дун Чжо загострилися.
22 травня 192 року, коли Дун Чжо прямував до палацу на своїй колісниці, Лі Су підійшов до нього і атакував. Дун Чжо звернувся за допомогою до Люй Бу, проте той замість захисту вбив його. Після смерті Дун Чжо його родичі були страчені, а його тіло було виставлено на вулицях Чан'ань.
Після смерті Дун Чжо ряд його прихильників — у тому числі Фань Чоу, Го Си і Лі Цзюе — тікали, побоюючись, що їх лояльність до Дун Чжо буде розцінена як зрада. Ван Юнь, який взяв контроль над урядом після смерті Дун Чжо, отримав їх прохання про помилування, але сказав, що вони є винятком із пробачення. Тоді колишні соратники Дун Чжо почали війну, проте були розбиті Люй Бу і військами центрального уряду. Проте в підсумку залишки військ Дун Чжо змогли захопити Чан'ань; Ван Юнь був убитий.